# Чебаркуль (озеро)
Чебарку́ль (рос. Чебарку́ль) — озеро в Челябінській області Росії.
Озеро Чебаркуль розташоване на східному схилі Південного Уралу, на висоті 320 м. Живлення змішане, з переважанням снігового. Коливання рівня не перевищують 1,25 м, найбільш високі рівні в червні. Замерзає в першій половині листопада, розкривається в травні. Мінералізація води — 0,3679 г/л.
У озері мешкає лин, короп, карась, лящ, щука, судак. Із Чебаркулю витікає річка Коєлга (басейн Обі). Береги живописні; будинки відпочинку і санаторії. Велика кількість лісистих островів.
На берегах озера Чебаркуль розташоване місто Чебаркуль. Назва міста й озера походять з тюркської мови й означає «Красиве, строкате озеро».

## Ймовірні уламки метеорита
При падінні осколків метеорита 15 лютого 2013 р. за півтора кілометра від берега озера утворилися пролом у кризі та воронка діаметром 8 метрів.